# هيكارو شيدا
هيكارو شيدا هي مصارعة محترفة،ممثلة وعارضة يابانية ولدت في 11 يونيو 1988، تعمل حالياً في آول إليت ريسلينغ.

## روابط خارجية
- هيكارو شيدا على موقع WrestlingData.com (الإنجليزية)
- هيكارو شيدا على موقع CageMatch worker (الإنجليزية)
- هيكارو شيدا على موقع قاعدة بيانات المصارعة على الإنترنت (الإنجليزية)
- هيكارو شيدا على موقع عالم المصارعة على الإنترنت (الإنجليزية)